# 제이 스테이시
제이 제이슨 스테이시(영어: Jay Jason Stacy, 1968년 8월 9일~)는 오스트레일리아의 필드하키 선수, 지도자로 현역 시절 포지션은 미드필더이다. 에센던 하키 클럽에서 선수 생활을 했으며, 1987년부터 2000년까지 오스트레일리아 국가대표 선수로 활약하여 올림픽에서 은메달 1개, 동메달 2개를 획득했다. 1999년에는 국제 하키 연맹 올해의 선수로 선정되었다. 
은퇴 후에는 필드하키 지도자로 활동하고 있으며, 현재 오스트레일리아 청소년 대표팀 감독을 맡고 있다.